# Hoshizaki Corporation
Pour les articles homonymes, voir Hoshizaki.
Hoshizaki Corporation (ホシザキ株式会社, Hoshizaki Kabushiki-kaisha) est un fabricant japonais d'équipement de cuisine à usage commercial et industriel. Il se spécialise dans le chauffage, ventilation et climatisation en offrant principalement des machines à glaçons, congélateurs à glace et des réfrigérateurs.
Fondée en 1947, elle est basée à Toyoake, dans la préfecture d'Aichi.

## Histoire
L'entreprise est fondée en 1947 dans le quartier Momozono (ja) de l'arrondissement de Mizuho à Nagoya sous le nom de Hoshizaki Denki Kabushiki-kaisha (星崎電機株式会社). En 1957, Hoshizaki lance le premier distributeur à jus fabriqué au Japon,. Les premières machines à glaçons fabriquées au Japon sont introduites par Hoshizaki en 1965. Le département des ventes de Hoshizaki est transféré à la Sakamoto Trading Co., Ltd. (坂本商事株式会社), nouvellement créée en 1968. La section des électroménagers est ouverte en 1987. En 1989, le nom est stylisé en katakana pour devenir ホシザキ電機株式会社. En 2005, la maison mère englobe Sakamoto Trading et la section électroménagers. L'année suivante, l'entreprise achète la société américaine Lancer Corporation. En septembre 2008, Hoshizaki fait l'achat de la société danoise Gram Commercial. Le 9 octobre, leur machine distributrice est nommée bien scientifique important (ja) (重要科学技術史資料) par le musée national de la Nature et des Sciences. Le 10 décembre, la société entre aux bourse de Tokyo et Nagoya. Le 10 janvier 2013, Hoshizaki devient actionnaire majoritaire de l'entreprise indienne Western Refrigeration et en fait sa filiale,. Le 28 janvier, le frabricant de lave-vaisselles Jackson MSC est acheté par Hoshizaki,. Le 19 juillet, c'est au tour de l'entreprise brésilienne Macom d'être achetée,. En juin 2015, le fabricant de réfrigérateurs chinois Zhejiang Aixue (浙江愛雪制冷電器有限公司) devient filiale de Hoshizaki,. Le 1er juillet 2016, Hoshizaki prend son nom actuel : ホシザキ株式会社. L'entreprise vend ses parts dans Zhejiang Aixue le 29 juin 2018. Le 27 décembre, avant de publier son rapport du dernier quart, en raison d'activités frauduleuses commises par une de ses filiales,. Par l'entremise de sa branche européenne, Hoshizaki fait l'achat des parts de la société italienne Brema et complète la vente en juillet 2022,. En octobre, l'entreprise japonaise Naomi (ナオミ) est achetée par Hoshizaki. En janvier 2023, Hoshizaki introduit une nouvelle filiale dédiée aux ventes.

## Produits

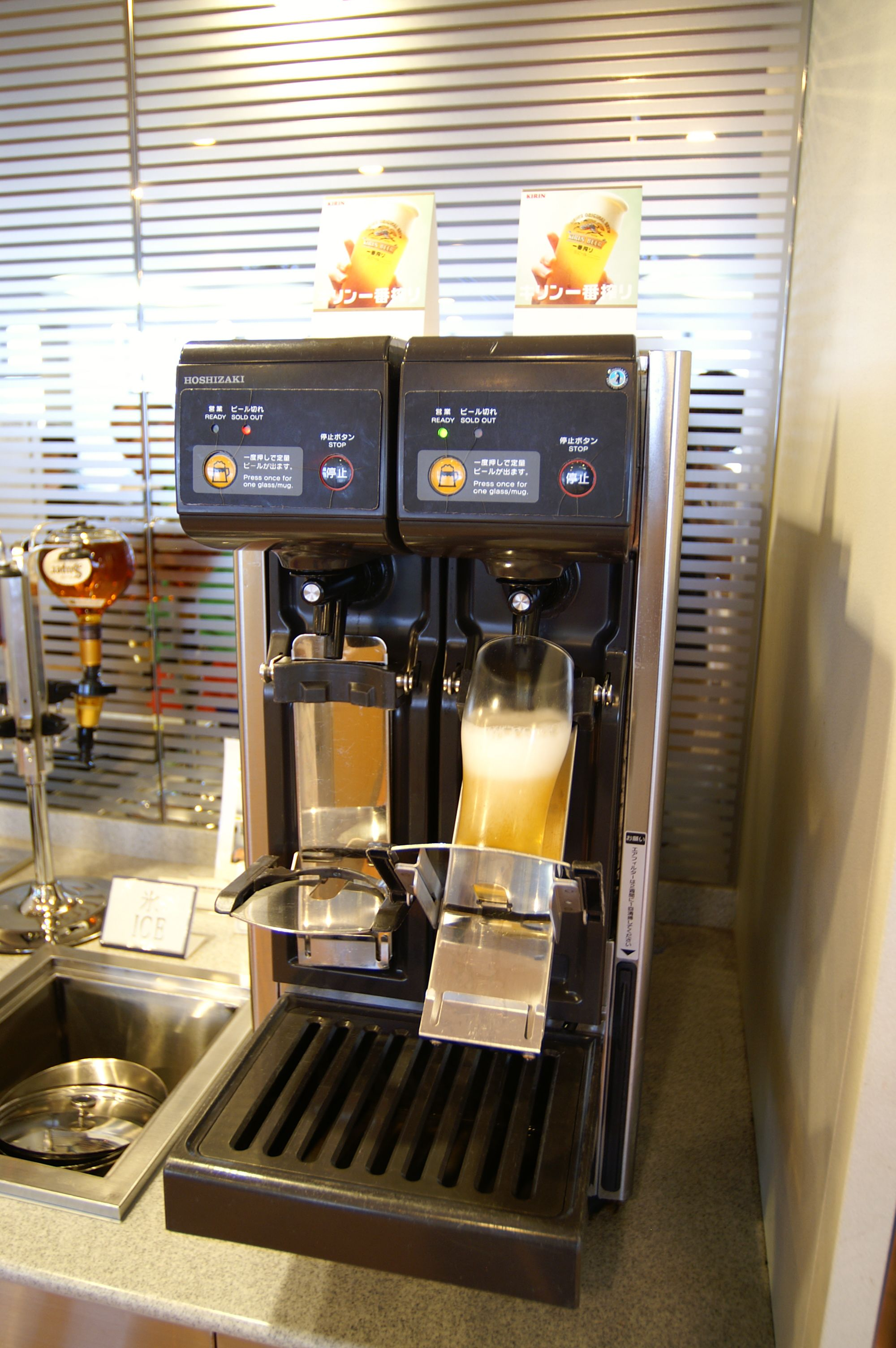
Distributrices Hoshizaki.

- Lave-vaisselles[20]
- Congélateurs[21]
- Réfrigérateurs[21]
- Machines à glaçons[22]
- Comptoirs à sushi[23]

## Production
En 2023, Hoshizaki ouvre une usine à Thadgam, près de Vadodara, dans l'État indien du Gujarat.